# Саканья
Саканья́ — река в Абыйском улусе Якутии, правая составляющая Буор-Юряха. Длина реки — 171 км. Площадь водосборного бассейна — 887 км².
Исток реки находится на северо-западе Момского хребта, к северо-востоку от истока Кыллаха, на высоте более 1178 м над уровнем моря. От истока течёт на восток, затем на северо-восток, сначала в межгорном ущелье, затем выходит на Абыйскую низменность, где течёт параллельно реке Чукча, на берегах доминирует лесотундра. Встречаются наледи. Постепенно поворачивает на север. В низовьях встречается большое число озёр, русло разделяется на два рукава, которые, вновь сливаясь, образуют крупный остров. Река активно меандрирует. Сливаясь с рекой Чукча, образует Буор-Юрях на отметке ниже 41 м над уровнем моря, в 150 км от устья Буор-Юряха. Ширина перед устьем — 28-30 м при глубине 1-1,1 м; скорость течения в низовьях составляет 0,4 м/с. Населённые пункты на реке отсутствуют. Значительных притоков не имеет.

## Данные водного реестра
По данным государственного водного реестра России и геоинформационной системы водохозяйственного районирования территории РФ, подготовленной Федеральным агентством водных ресурсов:
- Бассейновый округ — Ленский
- Речной бассейн — Индигирка
- Речной подбассейн — нет
- Водохозяйственный участок — Индигирка от впадения Момы до водомерного поста Белая Гора
- Код водного объекта — 18050000312117700060264